# Eskadron
Eskadron je bila osnovna vojaška taktična enota konjenice, ki je ustrezala ustreza pehotni četi oz. bataljonu. Organiziran je enako kot bataljon, le da so čete preimenovane v trope. 
Z ukinitvijo konjeniških enot v 50. letih 20. stoletja se je sam naziv ukinil oz. jih uporabljajo še vedno v enotah, ki so se razvile iz konjenice. 
V Kopenski vojski ZDA je eskadron (squadron) oklepna konjeniška, zračna konjeniška in druge izvidniške enote, pri čemer je organizacijsko na nivoju bataljonu; eskadronu poveljuje podpolkovnik. Do reorganizacije Kopenske vojske ZDA v 80. letih 19. stoletja konjenica ZDA ni uporabljala eskadronov; od tedaj naprej pa so bili uvedeni eskadroni kot taktične in administrativne formacije.
V Britanski kopenski vojski (in v številnih iz nje izhajajočih kopenskih vojsk Commonwealtha) je eskadron formacija, ki ustreza pehotni četi oz. artilerijski bateriji. Uporablja se v specialnih silah (Special Air Service, Special Reconnaissance Regiment), nekaterih častnih enotah (Honourable Artillery Company) ter v sklopu nekaterih administrativnih korpusov/polkov (Kraljevi inženirci, Kraljevi korpus komunikacij, Kraljevi medicinski korpus kopenske vojske, Kraljevi logistični korpus, Kraljevi korpus transporta).